# Sima Guang

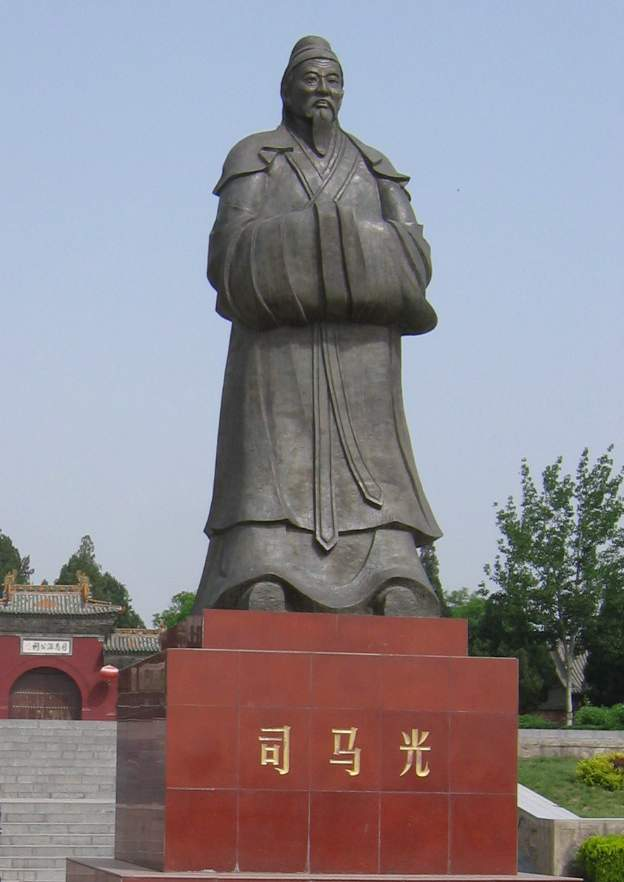
Estatua de Sima Guang.Shanxi

Sima Guang (司马光|t=司馬光) (1019-1086) fue un historiador, erudito y canciller chino de la Dinastía Song.

## Biografía
Sima Guang nació en 1019 en la ciudad de Yuncheng, provincia de Shanxi, en el seno de una familia acomodada. Obtuvo un pronto éxito como erudito y oficial, con apenas veinte años pasó exitosamente el examen imperial con el más alto rango de jinshi (maestro) y ocupó cargos oficiales en los siguientes años. 
En 1064, Sima presentó al emperador Song Yingzong un libro de cinco volúmenes: el Liniantu (Tabla de los años sucesivos). Era el resumen de los sucesos de la historia de China entre los años 403 a. C. y 959 d. C., y fue algo así como el anuncio para el patrocinio de su ambicioso proyecto historiográfico. Esas fechas fueron escogidas porque el año 403 a. C. fue el comienzo de los Reinos Combatientes, durante el cual, el antiguo estado Jin fue subdividido, lo que eventualmente dio lugar a la Dinastía Qin. La otra fecha, 959, fue el final del periodo Cinco Dinastías, y el comienzo de la dinastía Song.
En 1066 presentó una versión más detallada, Tongzhi (Registros completos), en ocho volúmenes, con la crónica de la historia de China entre los años 403 a. C. y 207 a. C. (fin de la dinastía Qin). El emperador publicó un edicto para la elaboración de una innovadora historia universal de China, garantizando el libre acceso a las bibliotecas imperiales y asignando fondos para los costes de la compilación, incluidos los de investigación a cargo de historiadores experimentados como Liu Ban (1022-1088), Liu Shu (1032-1078) y Fan Zuyu (1041-1098). Después de la muerte de Yingzong en 1067, Sima fue invitado al palacio para presentar su trabajo en curso al emperador Song Shenzong. El nuevo emperador no sólo confirmó el interés que había mostrado su padre, sino que proclamó su favor cambiando el título de Tongzhi por el honorífico de Zizhi Tongjian (Completo modelo para ayuda del Gobierno). Los eruditos interpretan que este título se refiere a que es una obra de referencia y de guía, y que indica que Shenzong aceptó a Sima como su mentor en la ciencia histórica y sus aplicaciones al Gobierno. El emperador mantuvo su apoyo a la compilación de esta historia durante décadas, hasta que fue completada en 1084.
Tal lealtad es notable, especialmente dado que Sima fue un dirigente de la facción conservadora de la corte, resueltamente opuesta a las políticas reformistas del canciller Wang Anshi. Sima presentó memoriales cada vez más críticos al trono hasta 1070, cuando rechazó su empleo y se retiró de la corte. En 1071 fijó su residencia en Luoyang, donde permaneció con una sinecura oficial que le permitió contar con suficiente tiempo y recursos para continuar la compilación. En efecto, aunque el historiador y el emperador continuaron en desacuerdo en política, el retiro forzoso de Sima resultó esencial para que completara su historia cronológica.
Sima Guang fue también un lexicógrafo (que quizá editó el Jiyun) y pasó décadas en compilar su diccionario Leipian (Capítulos clasificados), basado en el Shuowen Jiezi, que incluye 31.319 caracteres chinos, muchos de los cuales fueron acuñados en las dinastías Song y Tang.